# Tatra Mare
Tatra Mare (în slovacă Vysoké Tatry, în poloneză Tatry Wysokie, în germană Hohe Tatra) este un masiv montan, care face parte din grupa munților Tatra, fiind munții cei mai înalți din Carpați, prin vârful Gerlachovský (2.655 m).
Munții Tatra Mare sunt amplasați două treimi în Polonia și o treime în Slovacia. In ambele țări regiunea munților este declarată parc național și patrimoniu mondial UNESCO. În partea slovacă munții se află în mare parte pe teritoriul regiunii istorice Spiš (germană Zips), iar partea de sud-vest aparține de regiunea Liptau (slovacă Liptov, maghiară Liptó, latină Liptovium, poloneză Liptów). 